# Leonhard von Görz

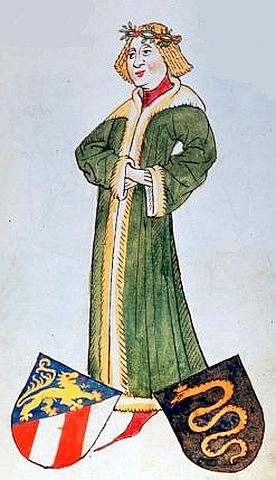
Leonhard von Görz, Graf von Görz, Reichsfürst

Leonhard von Görz (* 1444 in Lienz; † 12. April 1500 ebenda) war der letzte Fürst aus dem Geschlecht der Meinhardiner. Als Graf von Görz versuchte er zeit seines Lebens, die verlorenen Gebiete in Kärnten zurückzugewinnen. Ihm zu Seite stand der überaus fähige meinhardinische Bastard Virgil von Graben, der als Reichsverweser und Hauptmann die Regierungsgeschäfte für ihn führte, und schlussendlich auch den Übergang der Görzer Grafschaft in das Habsburgerreich einleitete und vollendete.

## Leben
Als Sohn von Heinrich VI. und Catharina von Gara trat Leonhard als letzter Graf von Görz auf. Im Jahre 1448 folgte er gemeinsam mit seinen beiden Brüdern Johann und Ludwig seinem Vater in der Görzer Herrschaft nach. Johann war schon im Jahre 1456 verstorben, sein anderer Bruder Ludwig verstarb 1462; ab diesem Zeitpunkt war Leonhard für die Regierung allein verantwortlich. Verheiratet war er zuerst mit einer Tochter des bosnischen Königs Nikolaus und dann mit Paola Gonzaga, der Tochter von Markgraf Luigi III. Gonzaga. Beide Ehen blieben kinderlos.

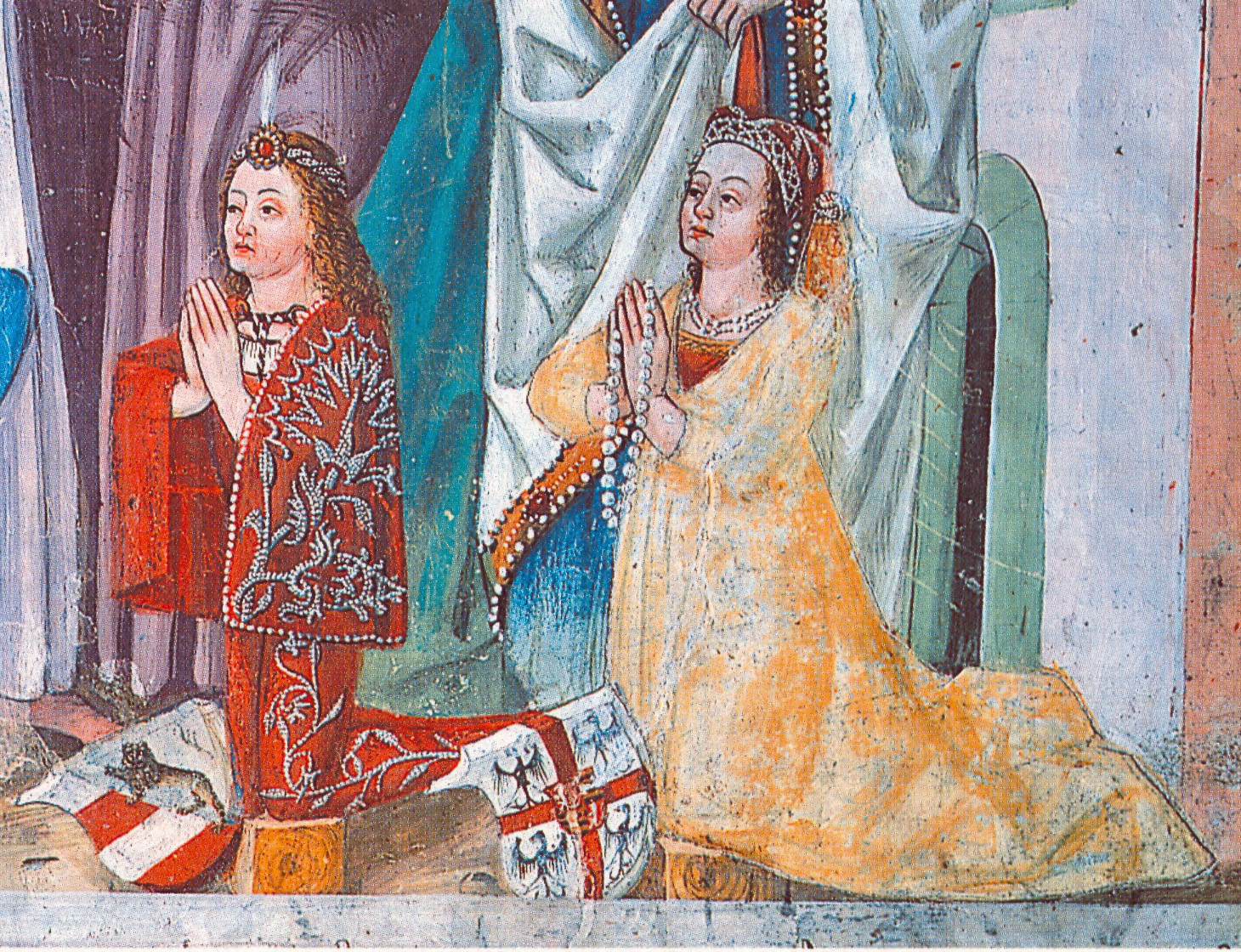
Leonhard und Paola
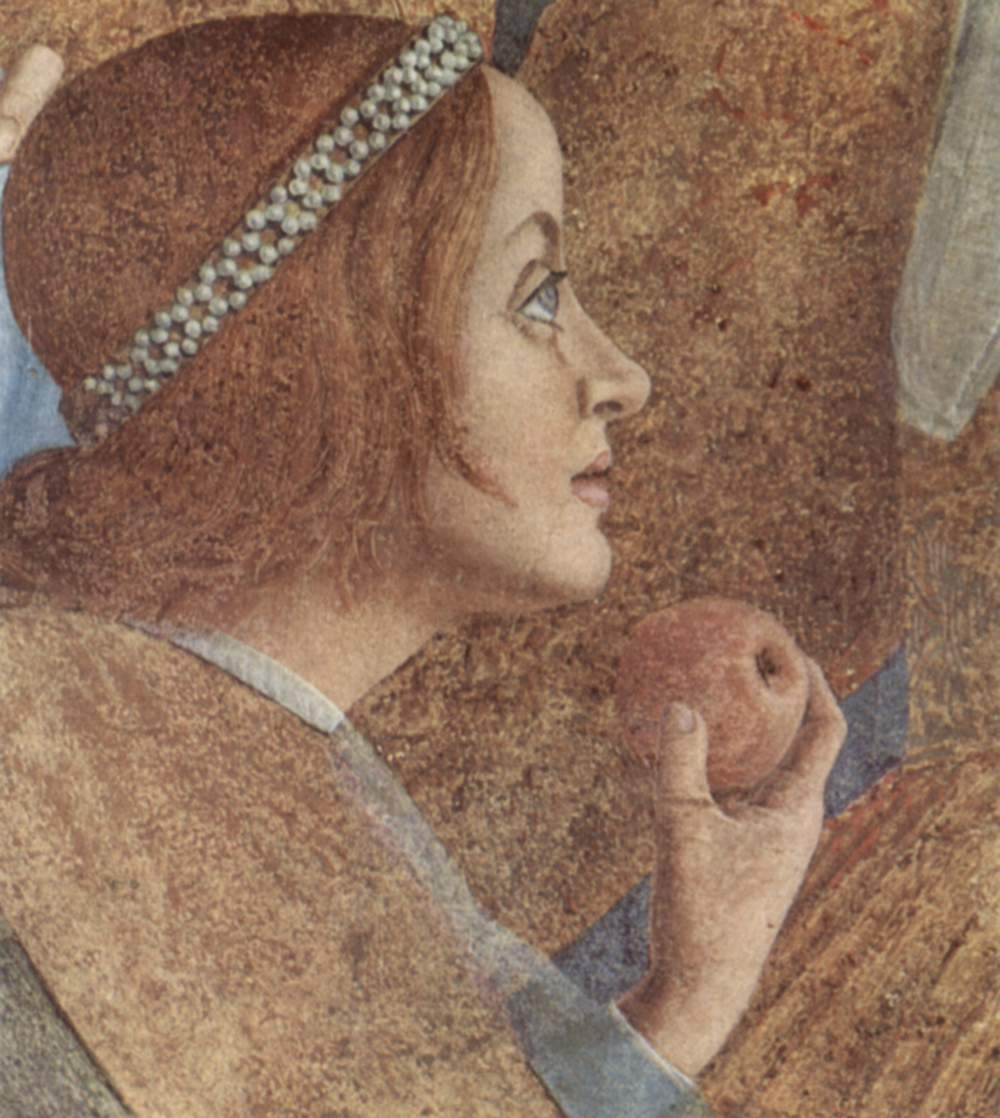
Paola Gonzaga

Im Streit um das Erbe der Grafen von Cilli mit Kaiser Friedrich III. war es für die Görzer Grafen im Jahre 1460 zu einer Niederlage mit dem anschließenden Diktatfrieden von Pusarnitz gekommen, in dem diese alle kärntnerischen Herrschaften einschließlich der Stadt Lienz und ihrer Residenz Schloss Bruck verloren. Leonhards Bruder Graf Johann von Görz bezog nun die Burg Heinfels als ständigen Sitz, während die Münzstätte in Toblach eingerichtet wurde. Die den Görzern abgenommenen Herrschaften waren entsprechend der Zusicherung des Kaisers an seinen Feldhauptmann Jan von Witowec übergegangen. Aus nicht bekannten Gründen verlor dieser das Interesse an der Herrschaft Lienz und verkaufte sie am 4. März 1462 an seinen Kampfgefährten Andreas von Weißpriach um 4.000 Gulden. Im Zuge der militärischen Wiedergewinnung von Schloss Bruck und der Stadt Lienz unter Graf Leonhard kam es zu einer Gefangennahme des Weißpriach, der bis Spätwinter 1467 auf Heinfels festsaß. Er musste Graf Leonhard und dessen Rat Virgil von Graben, der maßgeblich an der Festnahme beteiligt gewesen war, Urfehde schwören und schriftlich auf alle Rechtsansprüche auf das Landgericht Lienz und Schloss Bruck verzichten. Im Spätwinter 1467 wurde er aus der Haft entlassen.
Ab 1470 führte Leonhard von Görz auch wieder regelmäßig den Titel eines Reichsfürsten, den sein Geschlecht aufgrund der Reichsgrafschaft Görz innehat.
Kurz vor seinem Tode schloss Graf Leonhard mit Maximilian I. einen Erbvertrag über die Grafschaft ab. Beim Todesfall des kinderlosen Leonhard sollte die fürstliche Grafschaft in das Habsburgerreich eingegliedert werden. Die reibungslose Übernahme der Grafschaft wurde durch große Versprechungen Maximilians an Von Graben erlangt, der nun seine bislang heimliche Zusammenarbeit mit den Venezianern auflöste, und sich für einen Eintritt des Landes in das Habsburgerreich starkmachte. Hierbei hatte Virgil auch Unterstützung von seinem Sohn Lukas von Graben, der in Abwesenheit seines Vaters in Görz (Gorizia) als dessen Vertreter und Verfechter der Rechte der Habsburger gegenüber den Bestrebungen der Republik Venedig.
Mit dem Tod Graf Leonhard im Jahre 1500 erlosch die Dynastie der Meinhardiner. Sie wurde nur durch die illegitimen meinhardinischen (görzischen) Herren Von Graben von Stein und der Grafen von Eschenloch, abstammend von Graf Meinhard II./IV. von Tirol und Görz, Herzog von Kärnten, weitergeführt.